# Iratais Point
Der Iratais Point (englisch; bulgarisch нос Иратаис nos Iratais) ist eine Landspitze am südlichen Ende von Desolation Island im Archipel der Südlichen Shetlandinseln. Von den Miladinovi Islets ist sie nach Süden durch die Neck or Nothing Passage getrennt.
Britische Wissenschaftler kartierten sie 1968. Die bulgarische Kommission für Antarktische Geographische Namen benannte sie 2006 nach Iratais, Kawkhan unter dem Khan  Krum in der südlichen bulgarischen Schwarzmeerregion im 9. Jahrhundert.